# 淮海战役碾庄战斗革命烈士纪念碑
淮海战役碾庄战斗革命烈士纪念碑，位于江苏省徐州市邳州市碾庄，是中华人民共和国江苏省文物保护单位之一。
1982年3月25日，授予江苏省文物保护单位，是一座近现代历史遗迹及革命纪念建筑物。是中华人民共和国政府方面用以纪念淮海战役碾庄战斗中牺牲的革命烈士。